# 节俭
节俭又稱節約，是指人們在消耗食物、时间或金钱等消耗性资源时盡可能的減緩消耗速度，以避免浪费或資源不夠。 

## 分類
在行为科学中，节俭被定义为購買商品和服务時盡量節制，並且要更有效的利用自己已拥有的商品和服务，讓它們價值最大化。

## 提倡者
現代節儉主義者葉希哲曾提出哲哥節儉論  。
2013年1月22日，習近平《在第十八屆中央紀律檢查委員會第二次全體會議上的講話》：「勤儉是我們的傳家寶，甚麼時候都不能丟掉。要大力弘揚中華民族勤儉節約的優秀傳統，大力宣傳節約光榮、浪費可恥的思想觀念，努力使厲行節約、反對浪費在全社會蔚然成風。」:15。